# Ranunculus minutifrons
Ranunculus minutifrons är en ranunkelväxtart som först beskrevs av George Gunnar Marklund och Valta, och fick sitt nu gällande namn av S. Ericsson. Ranunculus minutifrons ingår i släktet ranunkler, och familjen ranunkelväxter. Inga underarter finns listade i Catalogue of Life.